# Адалгар
Адалгар (на немски: Adelgar; † сл. 889) е граф в Лизгау (875/880 – 889).

## Произход
Той е син на граф Рикдаг I (* ок. 800; † сл. 873) и съпругата му Имхилд († сл. 873), която е роднина на Каролингите. Брат е на Фридрих I, граф в Харцгау (875 – 880), и на Рикбурга, 873 г. абатиса в Ламспринге.
Двамата братя увеличават собствеността си и се издигат.